# Saranganotrichia
Saranganotrichia is een geslacht van schietmotten uit de familie Hydroptilidae.

## Soorten
Deze lijst is mogelijk niet compleet.
- S. chiangdao (H Malicky & P Chantaramongkol, 2007)
- S. decussata Ulmer, 1951
- S. kaosoidao (H Malicky & P Chantaramongkol, 2007)